# Рутилий Палладий
Рутилий Тавр Эмилиан Палладий (лат. Palladius Rutilius Taurus Aemilianus; жил в IV веке) — древнеримский научный писатель о сельском хозяйстве.
О его жизни сохранилось мало сведений. Известно, что он жил в Италии в IV веке н. э., имел классическое образование и был богатым землевладельцем: владел землями в южной Италии и Сардинии, лично управлял своими имениями. По некоторым данным, был галло-римского происхождения.
С его именем до нашего времени дошло сочинение о сельском хозяйстве в 15 книгах («De re rustica libri XIV»), первая из которых содержит общие предписания и наставления, в том числе методы определения пригодности почвы и, главное, обширные описания различных сельскохозяйственных строений (от амбаров и водяных мельниц до пасеки, голубятни, павлинника и даже отдельных описаний подвалов и чердаков) с детальными пояснениями относительно их архитектурных элементов и дизайна; практически каждой постройке посвящена отдельная глава. Следующие 12 книг представляют подробное перечисление сельских работ (включая виноградарство, сбор оливок и мёда, изготовление оливкового масла и вина, ремонт строений) по месяцам года, которые необходимо осуществлять для получения хорошего урожая; 15-я, ранее считавшаяся 14-й, трактует в стихах о разведении садов и уходе за плодовыми деревьями и посвящена некоему Пасифиду, которого иногда отождествляют с префектом столицы 355 года. 14-я книга, обнаруженная в XX веке, посвящена ветеринарии и уходу за сельскохозяйственными животными. Считается фактически последним сельскохозяйственным писателем античности; его сочинение ценно как информацией о принципах оборота продовольственных товаров в то время, так и своим языком, в котором встречается большое количество сельских технических терминов и вульгаризмов.
По своим религиозным воззрениям Палладий разделял христианские верования, что, однако, не мешало ему часто упоминать Аполлона, Вакха и нимф. Главным источником для Палладия послужили Колумелла, также Витрувий, Марк Теренций Варрон, Катон Старший и Гаргилий Марциал. Слог сочинения — отрывистый; автор сам заявляет в начале произведения, что ему, сообразно излагаемому предмету, нет нужды заботиться о риторике и красноречии.
В Средние века сочинение Палладия — благодаря своей сжатости и практическому распределению материала — очень много читалось. Лучшая рукопись — Парижская № 6842, X века. Издания в коллекции «Scriptores rei rusticae» (известная обработка принадлежит Низару, Париж, 1842 год). 1-я и 15-я (под названием 14-й) книги были изданы Шмиттом в 1876 и 1877 годах.